# Степанов, Пётр Степанович (политик)
Пётр Степанович Степанов (укр. Петро Степанович Степанов; род. 10 октября 1937, Асхва, Чувашская АССР) — украинский политик. Депутат Верховной рады Украины (1994—1998). Член Коммунистической партии Украины. Член НСЖУ (1989). Заслуженный машиностроитель Украины (1996).

## Биография
Родился 10 октября 1937 года в селе Асхва Канашского района Чувашской АССР. Чуваш по национальности. Окончил Луганский машиностроительный институт по специальности «экономист», исторический факультет Луганского педагогического института по специальности «преподаватель истории и обществознания».
Начал трудовую деятельность в 1956 году на строительстве шахт. На Донбассе был рабочим внутришахтного транспорта и рабочим очистного забоя. С 1961 года являлся сотрудником Луганского тепловозостроительного завода, где прошёл путь от токаря до старшего инженера.
С 1989 года — член Союза журналистов Украины.
В 1994 году член Коммунистической партии Украины Пётр Степанов был избран депутатом Верховной рады Украины от Луганской области (округ № 236). Возглавлял подкомитет по делам инвалидов.
На парламентских выборах 1998 года занял 13 место на округе № 104 в Луганской области и в Верховную раду не прошёл.
Женат. Имеет сына.

## Награды и звания
- Заслуженный машиностроитель Украины (декабрь 1996)[1]